# 加州刃齒虎
加州劍齒虎（Smilodon californicus）是一種斯劍虎。牠有時被認為是獨立的物種，亦有指是致命劍齒虎的亞種。
加州劍齒虎是在加利福尼亞州發現的化石，牠在拉布雷亞瀝青坑中在追獵獵物或吃腐肉時被困。

## 外部連結
- Dino Land State Fossils: Smilodon of California
- Machairodontinae (Sabre-toothed Cats)